# Climat (Antiquité)
Pour les articles homonymes, voir Climat (homonymie).

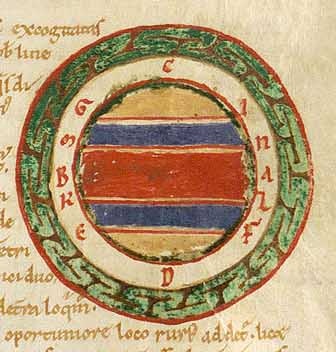
Les cinq zones climatiques originelles, dans un manuscrit du Songe de Scipion de Macrobe du XIIe siècle.

Un climat, du lat. clima dérivé du grec κλίμα klima « inclinaison (d'un point de la Terre par rapport au Soleil) », dans l'Antiquité, correspondait à une division du globe terrestre en zones géographiques, sensiblement homogènes du point de vue météorologique, comprises entre deux parallèles ou latitudes prédéfinis.
Le climat d'un lieu était aussi l'endroit où était effectuée la mesure de la latitude ; on parle ainsi du climat de Rhodes, d'Athènes, etc.
La division de la Terre en zones climatiques - liée à l'inclinaison de celle-ci par rapport à l'écliptique - a varié en nombre suivant les époques et les auteurs.
Ainsi, Eudoxe, au IVe siècle av. J.-C. a été le premier à avoir divisé rationnellement la Terre en cinq climats différents.
Plus tard, Hipparque, au IIe siècle av. J.-C. définira sept climats qui lui étaient nécessaires pour établir une carte du monde habité (œcoumène).
Quant à Ptolémée, au IIe siècle, il divisera le monde boréal en 39 zones géographiques qu'il réduira éventuellement suivant les besoins de ses exposés.
La division de la Terre en climats tels que définis dans l'Antiquité, perdurera, employée en même temps que la latitude exprimée en degrés.
Cet usage disparaitra avec la notion actuelle des climats où la typologie accorde la priorité à la prédominance régionale.

## Les climats de Parménide

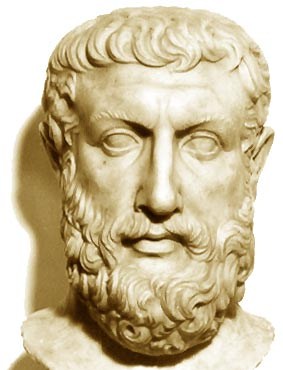
Parménide

Au Ve siècle av. J.-C., la Terre est sphérique pour certains savants grecs.
Parmi eux, Parménide, vivant au milieu du Ve siècle av. J.-C. est le premier, avant Eudoxe, à avoir esquissé une théorie divisant la Terre en cinq zones climatiques, mais en exagérant la largeur de la zone dite « torride » .

## Les cinq climats d'Eudoxe

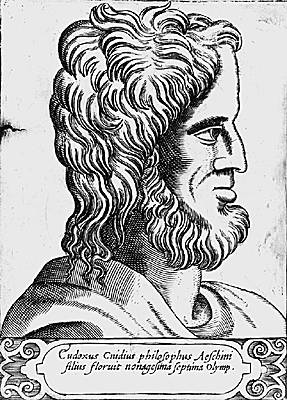
Eudoxe de Cnide.

Ce n'est qu'au IVe siècle av. J.-C., qu'Eudoxe (408-350 av. J.-C.), dans son système astronomique, proposera une division rationnelle de la Terre en cinq climats.
À cette époque, la latitude exprimée en degrés, telle que nous la connaissons, n'existe pas - la division du cercle en 360° n'interviendra que plus tard (avant Ératosthène, 276-195 av. J.-C.).

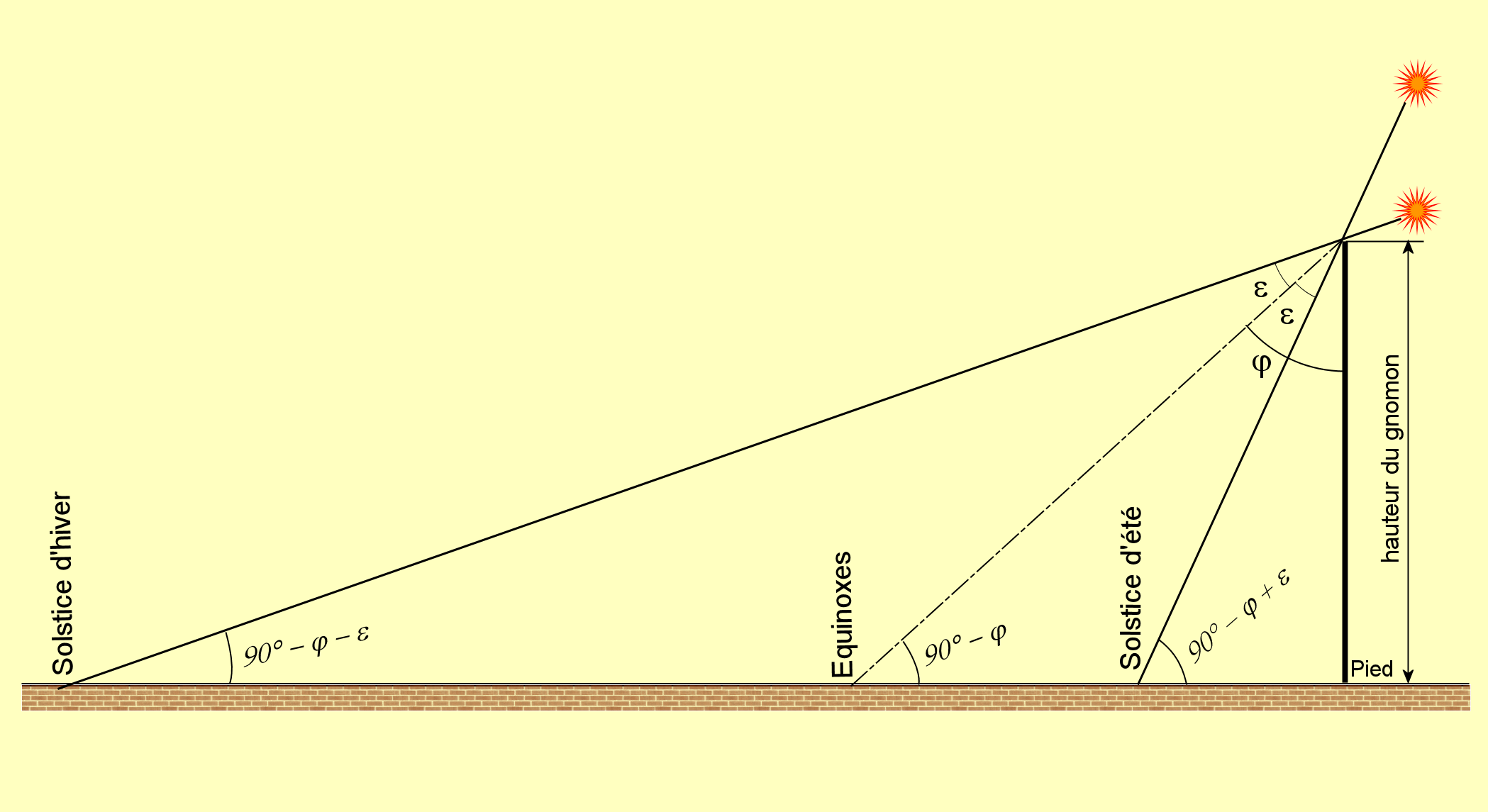
Latitude et rapport gnomonique

Eudoxe, sera le premier à exprimer le concept de latitude ou hauteur du pôle par un rapport gnomonique : rapport de la longueur du gnomon à son ombre équinoxiale. Ainsi, par exemple, la latitude de la Grèce s'exprimait-elle par le rapport gnomonique de 4/3 (d'après Hipparque).
Ce rapport gnomonique correspond aussi au rapport du jour le plus long à la nuit la plus courte, en heures équinoxiales.
Ainsi, avec le vocabulaire d'aujourd'hui, parmi les latitudes connues d'Eudoxe qui a beaucoup voyagé, on trouve celles des tropiques du Cancer et du Capricorne que les Anciens Grecs donnaient pour 24° et celle de Rhodes de 36° qui correspondait à la latitude moyenne de l'œcoumène.
À partir de ces données, Eudoxe va définir des cercles dits « arctiques » dont le cercle « arctique » boréal de latitude 90° - 36° = 54°.
Fort de ces données, Eudoxe va proposer une division rationnelle de la Terre en cinq zones climatiques :

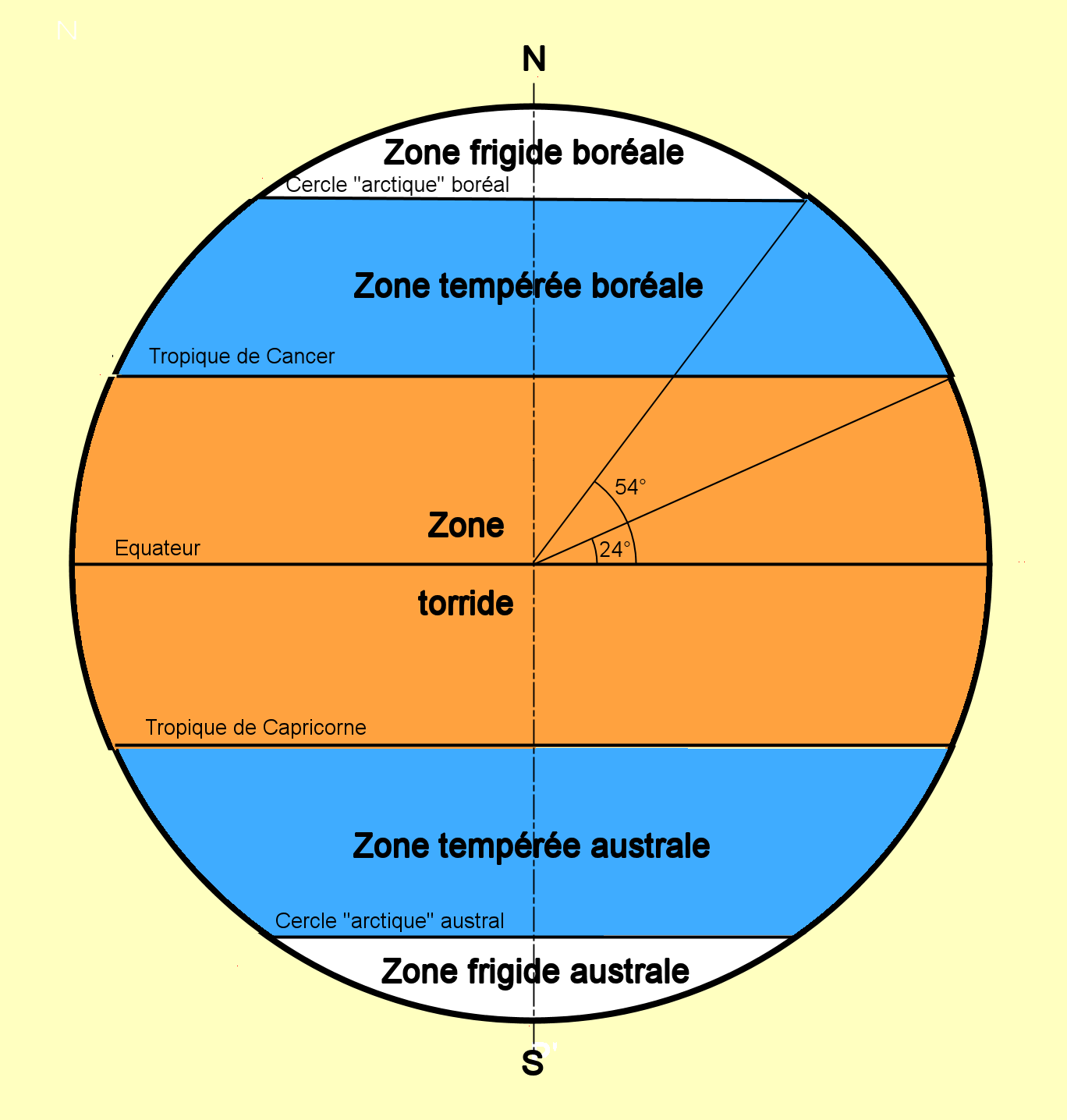
Les cinq climats d'Eudoxe.

1. la « zone frigide boréale », comprise entre le cercle « arctique » terrestre boréal de latitude 54° et le pôle terrestre boréal ; le climat de cette zone très froide est supposé inhabitable ;
2. la « zone tempérée boréale » comprise entre le tropique du Cancer de latitude 24° et le cercle arctique boréal de latitude 54° ; c'est la zone de l'œcoumène qu'il divisait en trois parties : l'Europe, l'Asie, l'Afrique ;
3. la « zone torride », centrée sur l'Équateur et comprise entre les deux tropiques ; cette zone était considérée comme infranchissable. Par symétrie et par ses constatations et réflexions la partie inférieure du globe terrestre comprenait donc :
4. une « zone tempérée australe » inconnue et qu'Eudoxe qualifiait d'« antœcoumène » ;
5. une « zone frigide australe » allant du cercle arctique austral au pôle austral.

Aristote (384-322 av. J.-C.), dans son ouvrage Météorologiques reprendra la proposition d'Eudoxe et la divulgera.

## Les sept climats d'Hipparque
Hipparque (-160, -120), divisera la partie boréale de la Terre en sept climats qui seront définis par des informations quantifiées. Ces sept climats seront fréquemment utilisés et perdureront.
Pour chaque climat est précisé la localité représentative, la durée du jour solsticial d'été M en heures équinoxiales, la latitude φ, les longueurs d'ombre méridienne ou retrait d'un gnomon de 60 parties : re au solstice d'été, ro aux équinoxes, rh au solstice d'hiver ; les valeurs des retraits sont ici subdivisées en sexagésimal.
| Climat | Localité                    | M      | φ       | re       | r o    | r h      |
| ------ | --------------------------- | ------ | ------- | -------- | ------ | -------- |
|        | Équateur                    | 12 h   | 0°      | 26p30′ S | 00p    | 26p30′ N |
| I      | Méroë                       | 13     | 16° 27′ | 07p45′ S | 17p45′ | 51p      |
| II     | Syène (Assouan au tropique) | 13 1/2 | 23° 51′ | 00p      | 26p30′ | 65p50′   |
| III    | Basse Égypte (Alexandrie)   | 14     | 30° 22′ | 06p50′   | 35p5′  | 83p5′    |
| IV     | Rhodes                      | 14 1/2 | 36°     | 12p55′   | 43p50′ | 103p20′  |
| V      | Hellespont (Rome)           | 15     | 40° 56′ | 18p30′   | 52p10′ | 127p50′  |
| VI     | Mi-Pont-Euxin (mer Noire)   | 15 1/2 | 45° 01′ | 23p15′   | 60p    | 155p5′   |
| VII    | Bouches Borysthène (Dniepr) | 16     | 48° 32′ | 27p30′   | 67p50′ | 188p35′  |

Cette division de la Terre lui permettra de tracer sa carte du monde habité, première carte géométrique connue.

Autour de la carte d'Hipparque
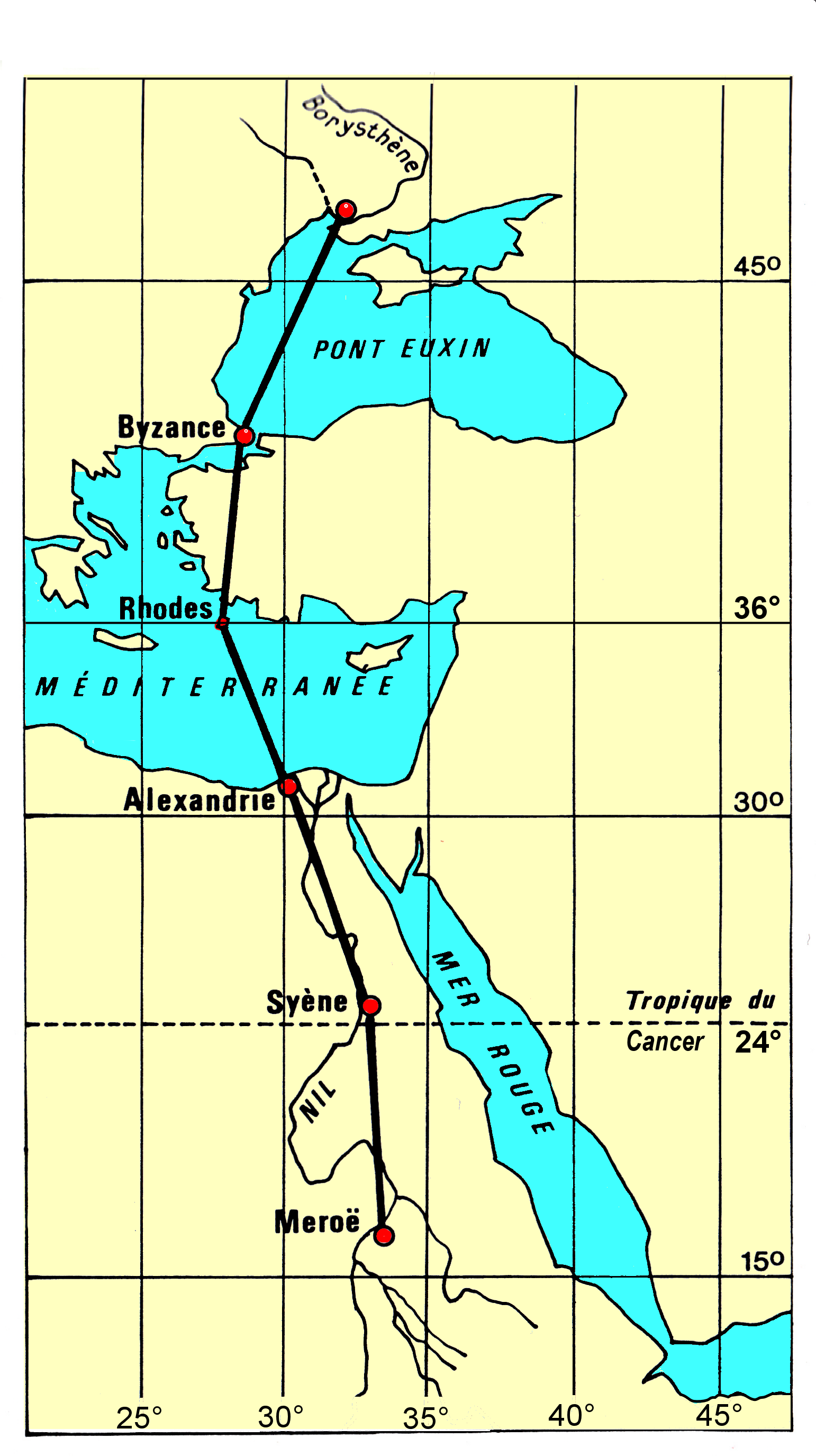
Les villes localités liées aux climats.
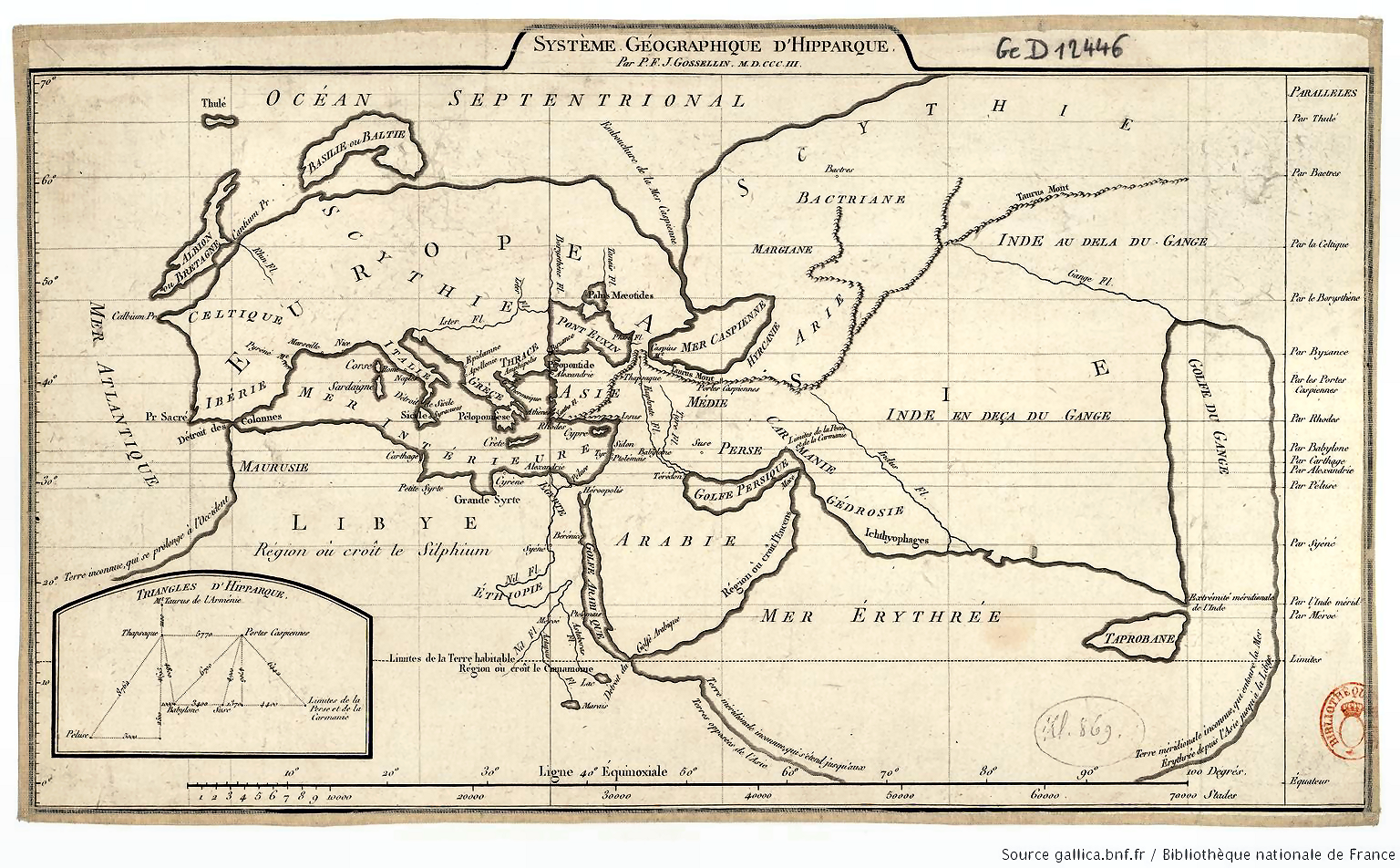
Restitution de la carte d'Hipparque, première projection géométrique.

## Les climats de Ptolémée

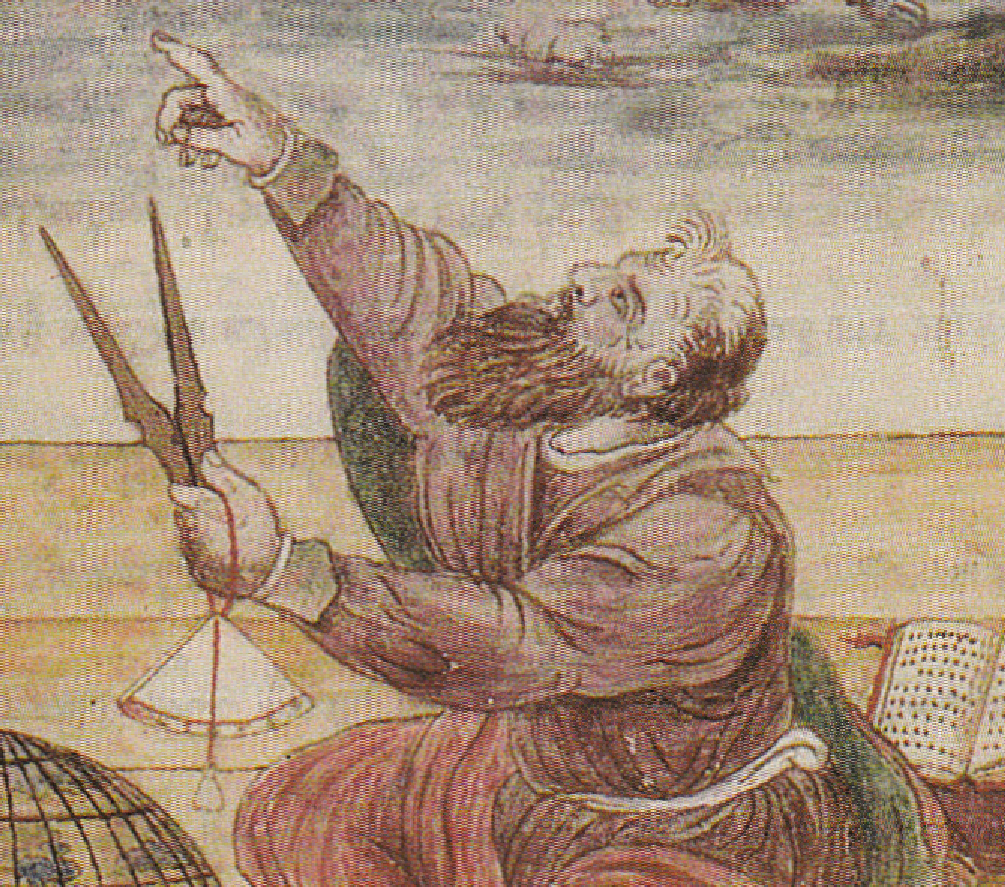
Ptolémée

Dans l'Almageste II6, Ptolémée donne les caractéristiques de 39 climats pour l'hémisphère boréal. L'élément caractéristique le plus important est M, la durée du jour au solstice d'été en heures équinoxiales ; la distribution des climats est la suivante :
- 25 climats donnés de 1/4 d'heure en 1/4 d'heure de M = 12 h à 18 h ;
- 4 climats du 26 au 29e espacés d'une demi-heure ;
- 4 autres climats, du 30 au 33e, espacés d'une heure de M = 21 h à 24 h ;
- 6 derniers climats du cercle arctique au pôle donnés en mois.

Ptolémée consacre un paragraphe à chaque climat ; il précise en correspondance les climats d'Hipparque puis la latitude, la durée de la lumière du jour le plus long : M et la localisation. Dans son texte il indique aussi les longueurs de l'ombre du gnomon, comme Hipparque, au solstice d'été, aux équinoxes et au solstice d'hiver, plus d'autres renseignements éventuels.
O. Neugebauer donne l'ensemble de ces valeurs. Dans le tableau ci-dessous ne sont donnés que les éléments principaux ; les valeurs de la latitude sont celles de Ptolémée et non les valeurs modernes des lieux de localisation ; ro, tel Hipparque (section supérieure) est seul précisé en complément.
| Climat | N° Hipparque | Latitude      | M        | Localisation                                                      | ro                       |
| ------ | ------------ | ------------- | -------- | ----------------------------------------------------------------- | ------------------------ |
| 1      |              | 0°            | 12 h     | Équateur                                                          | 00p                      |
| 2      |              | 4° 04′ N      | 12 1/4   | Taprobane (Ceylan - Sri Lanka)                                    | 04p25′ N                 |
| 3      |              | 8° 25′ N      | 12 1/2   | Avalites (Zeilah, Somalie)                                        | 08p50′                   |
| 4      |              | 12° 00′ N     | 12 3/4   | Baie d'Adulis (Érythrée)                                          | 13p20′                   |
| 5      | I            | 16° 27′ N     | 13       | Méroé                                                             | 17p45′                   |
| 6      |              | 20° 14′ N     | 13 1/4   | Napata (Nubie)                                                    | 22p10′                   |
| 7      | II           | 23° 51′ N     | 13 1/2   | Syène (Assouan)                                                   | 26p30′                   |
| 8      |              | 27° 12′ N     | 13 3/4   | Thèbes (Égypte), Louxor                                           | 30p50′                   |
| 9      | III          | 30° 22′ N     | 14       | Basse-Égypte                                                      | 35p5′                    |
| 10     |              | 33° 18′ N     | 14 1/4   | Phénicie                                                          | 39p30′                   |
| 11     | IV           | 36° 00′ N     | 14 1/2   | Rhodes                                                            | 43p50′ ?                 |
| 12     |              | 38° 35′ N     | 14 3/4   | Smyrne (Izmir)                                                    | 47p50′                   |
| 13     | V            | 40° 56′ N     | 15       | Hellespont (Les Dardanelles)                                      | 52p10′                   |
| 14     |              | 43° 04′ N     | 15 1/4   | Massilia (Marseille)                                              | 55p55′                   |
| 15     | VI           | 45° 01′ N     | 15 1/2   | Mi-Pont-Euxin (Royaume du Pont, Mer Noire)                        | 60p                      |
| 16     |              | 46° 51′ N     | 15 3/4   | Sources de l'Ister (Danube)                                       | 63p55                    |
| 17     | VII          | 48° 32′ N     | 16       | Golfe Borysthénique (embouchure du Dniepr)                        | 67p50′                   |
| 18     |              | 50° 04′ N     | 16 1/4   | Lac Méotide (Mer d'Azov)                                          | 71p40′                   |
| 19     |              | 51° 06′ N     | 16 1/2   | Côte sud de la Grande-Bretagne                                    | 75p25′                   |
| 20     |              | 52° 50′ N     | 16 3/4   | Estuaire du Rhin                                                  | 79p5′                    |
| 21     |              | 54° 01′       | 17       | Embouchure du Tanaïs (fleuve du Don)                              | 82p35′                   |
| 22     |              | 55° N         | 17 1/4   | Isurium Brigantum, (Aldborough (Yorkshire du Nord))               | 85p40′                   |
| 23     |              | 56° N         | 17 1/2   | Le milieu de la Grande-Bretagne                                   | 88p50′                   |
| 24     |              | 57° N         | 17 3/4   | Cataractonium sur Catterick, North Yorkshire , en Grande-Bretagne | 92p25′                   |
| 25     |              | 58° N         | 18       | Sud de l'Irlande                                                  | 96p                      |
| 26     |              | 59° N         | 18 1/2   | Mi-Irlande                                                        |                          |
| 27     |              | 61° N         | 19       | Nord de l'Irlande                                                 |                          |
| 28     |              | 62° N         | 19 1/2   | Iles des Eboudac (Hébrides intérieures)                           |                          |
| 29     |              | 63° N         | 20       | Thulé (mythologie) en Islande                                     |                          |
| 30     |              | 64° 30′ N     | 21       | Région d'un peuple inconnu, désignés comme des Scythes            |                          |
| 31     |              | 65° 30′ N     | 22       |                                                                   |                          |
| 32     |              | 66° N         | 23       |                                                                   | pas de coucher du Soleil |
| 33     |              | 66° 08′ 40″ N | 24       | Cercle polaire                                                    | 0°                       |
| 34     |              | 67°           | ≈ 1 mois |                                                                   | ±15°                     |
| 35     |              | 69° 30′ N     | ≈ 2 mois |                                                                   | 30°                      |
| 36     |              | 73° 20′       | ≈ 3 mois |                                                                   | 45°                      |
| 37     |              | 78° 20′       | ≈ 4 mois |                                                                   | 60°                      |
| 38     |              | 84°           | ≈ 5 mois |                                                                   | 75°                      |
| 39     |              | 90° N         | 6 mois   | Pôle Nord                                                         | 90°                      |

### Adaptations ptolémaïques
Pour les besoins de ses tableaux géographiques, Ptolémée réduit parfois cette liste à onze parallèles, divisant la zone entre l'équateur et 54° 01′ N en dix climats, à des intervalles d'une demi-heure allant de 12 heures à 17 heures. Encore plus tard dans son travail, il réduit l'intervalle à sept parallèles, passant de 16° 27′ N (13 heures) à 48° 32′ N (16 heures).

### Prolongements
L'astronomie arabo-perse a repris le système de Ptolémée des sept climats (inspiré d'Hipparque) et des auteurs tels al-Biruni, al-Idrisi, puis finalement Amīn Rāzī, géographe persan du XVIe ou XVIIe siècle l'ont adopté.
En Europe, les cinq climats d'Eudoxe ont perduré (voir l'illustration de Macrobe du XIIe siècle en préambule).
Néanmoins, Hipparque et Ptolémée ont inspiré quelques cartes de la fin du Moyen Âge et du début de la Renaissance.
On y retrouve parfois la « carte du monde » avec ses sept climats en parallèle avec les latitudes correspondantes et les lieux géographiques cités.
Parmi ces cartes, on peut citer :
- Une « carte du monde » employant la première projection de Ptolémée de 1490 : y sont notés les sept climats et la division en latitude allant jusqu'à 65° Nord ;
- Une carte de Sylvanus de 1511 où est représenté l'hémisphère Sud, avec les mêmes repérages en latitude ;
- une carte de Mûnster de 1544 de l'œcoumène, en projection homéotère ;
- une autre du même type, dans une édition vénitienne de 1561[9] ;
- un atlas de 22 « cartes du monde » de 1704, avec des indications de climats et latitudes sur la carte d'ensemble, mais sur les cartes locales, les climats ont disparu.

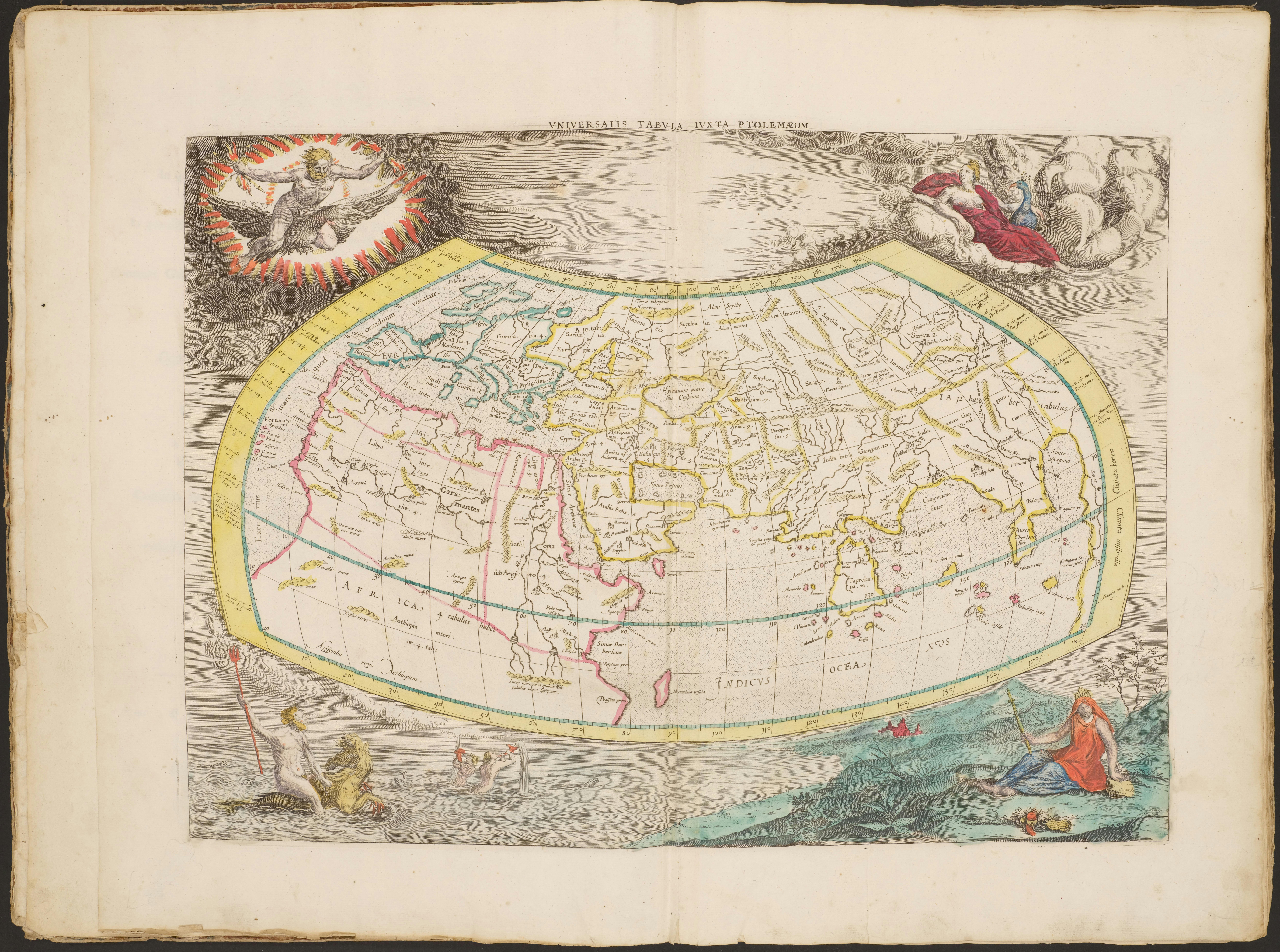
Carte du monde de 1704.

C'est l'époque où les climats sont tombés en désuétude en laissant la part belle aux latitudes.
Néanmoins, le nom de climat a perduré, mais avec le sens qu'on lui donne aujourd'hui, c'est-à-dire en suivant une localisation climatique régionale indépendante de la latitude environnante.